# Défi socialiste
Défi socialiste est un groupe trotskyste du Canada anglais formé par d'anciens membres de la Ligue ouvrière révolutionnaire (en) qui ont été expulsés ou ont démissionné lorsque la Ligue ouvrière révolutionnaire s'est éloignée du trotskysme au début des années 1980.

## Origines
En 1977, les partisans du Groupe marxiste révolutionnaire et d'une organisation québécoise distincte, se sont unis à la Ligue pour l'action socialiste et à la Ligue socialiste ouvrière pour former la Ligue ouvrière révolutionnaire (en) qui est devenue la nouvelle section canadienne du Secrétariat unifié de la Quatrième Internationale.
La Ligue ouvrière révolutionnaire était étroitement liée au Socialist Workers Party aux États-Unis. Alors que le SWP s'éloignait des idées trotskystes traditionnelles au début des années 1980, les partisans de la Ligue ouvrière révolutionnaire lui emboîtèrent le pas (voir Tendance Pathfinder) et ceux qui résistaient au changement furent soit expulsés de la Ligue ouvrière révolutionnaire, ou ont démissionné.

## Création de Défi socialiste
Quelques anciens membres de Ligue ouvrière révolutionnaire ont formé un certain nombre de groupes sous divers noms dans les villes du Canada, comme le « Comité des travailleurs socialistes » à Toronto. Ils se sont regroupés en 1986 sous le nom d'"Alliance pour l'action socialiste" et, en 1988, ont adopté le nom de Défi socialiste (d'après le nom de leur journal) à la suite d'une fusion organisationnelle avec le groupe québécois Gauche socialiste (en) (le nom officiel du groupe était Défi socialiste/Gauche socialiste).
Défi socialiste était initialement une section sympathisante de la Quatrième Internationale réunifiée, mais est devenu la section officielle de la Quatrième internationale au Canada anglais à la fin des années 1980 après que la Ligue ouvrière révolutionnaire, maintenant appelée Ligue communiste, ait quitté la Quatrième internationale.

## 1994: scission et séquelles
Défi socialiste a subi une grave scission en 1994 lorsque Barry Weisleder, le rédacteur en chef du journal, a été expulsé. Weisleder et ses partisans ont formé Action socialiste.
Défi socialiste a rejoint le Nouveau groupe socialiste peu après la fondation du Nouveau groupe socialiste en 1996. Défi socialiste est devenu une tendance au sein du Nouveau groupe socialiste et le journal Socialist Challenge a cessé de paraître en faveur du New Socialist. En 1999, Défi socialiste s'est officiellement dissous en tant que groupe indépendant et est devenu le caucus de la Quatrième internationale du Nouveau groupe socialiste. Le caucus est resté la section canadienne-anglaise officielle du Secrétariat-unifié de la Quatrième internationale. Le nouveau groupe socialiste s'est dissous en 2017 bien que les groupes locaux restent actifs.
Gauche socialiste existe toujours en tant que section autonome de la Quatrième Internationale et entretient des « relations fraternelles » avec le Nouveau groupe socialiste.